# Rudolf Bellegarde
Rudolf Ferdinand Emanuel hrabě Bellegarde (německy Rudolph Ferdinand Emanuel Graf von Bellegarde) (28. února 1862 Velké Heraltice – 30. října 1937 Bad Ischl) byl rakouský šlechtic, důstojník a dvořan. Od mládí sloužil v c. k. armádě, několik let jako nižší důstojník strávil v Olomouci. Koncem 19. století aktivní službu ve vojsku opustil a díky rodinným vazbám poté zastával funkce u císařského dvora ve Vídni, nakonec byl v letech 1913–1918 nejvyšším hofmistrem arcivévodkyně Marie Valerie, nejmladší dcery císaře Františka Josefa. Po zániku monarchie žil v soukromí.

## Životopis

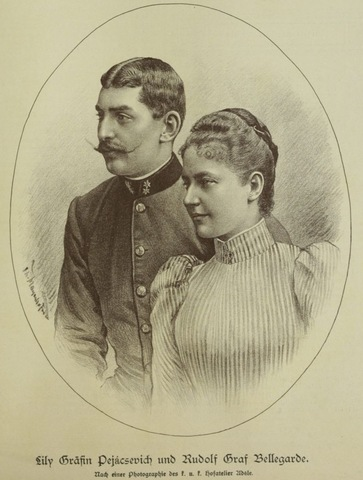
Rudolf Bellegarde s manželkou Karolínou

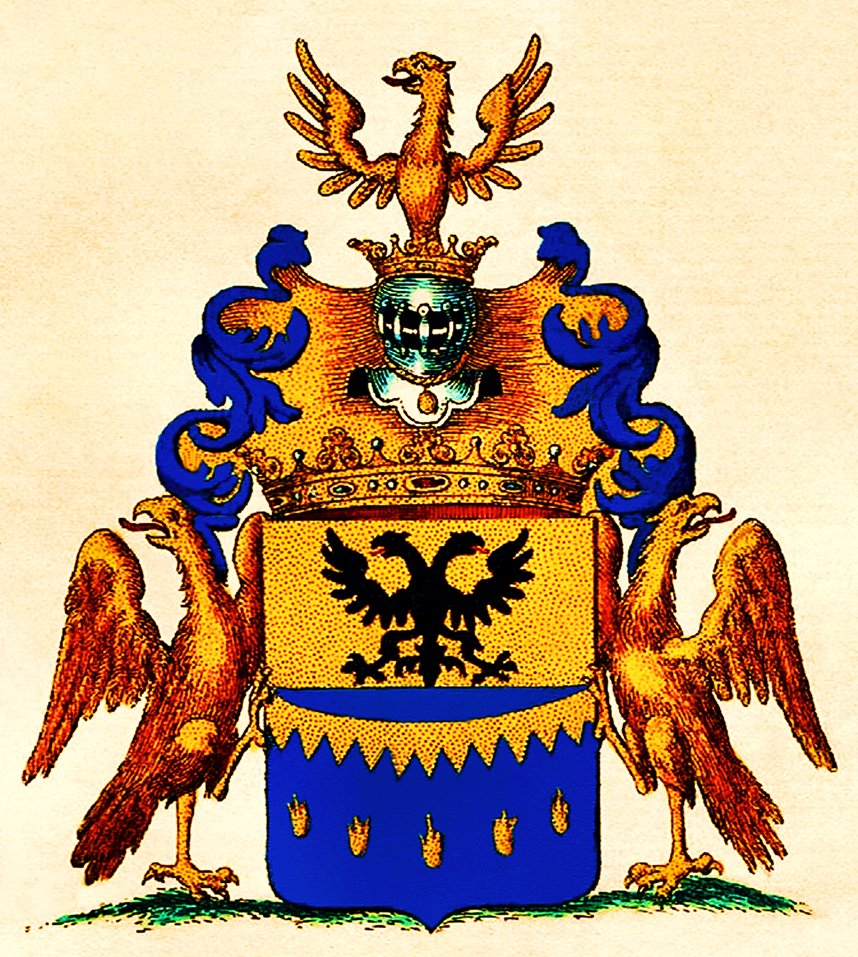
Erb rodu Bellegarde

Pocházel ze starého šlechtického rodu Bellegarde, který v 19. století získal majetky na Moravě a ve Slezsku. Narodil se na zámku Velké Heraltice jako druhorozený syn hraběte Františka Bellegarda (1833–1912) a jeho manželky Rudolfiny, rozené Kinské (1836–1899). Od mládí sloužil v armádě a v roce 1886 získal titul c. k. komořího. Jako nadporučík (1888) byl důstojníkem jedné z císařských gard. V roce 1894 dosáhl hodnosti rytmistra a sloužil u 2. pluku dragounů v Olomouci, pobýval také v Přerově, kde se narodily dvě jeho děti. Později působil u dvora ve Vídni, kde byl v letech 1900–1902 prvním komorníkem arcivévodkyně Alžběty, jediné dcery korunního prince Rudolfa (jejím nejvyšším hofmistrem byl v té době Rudolfův otec František Bellegarde). Jako důstojník c. k. armády byl v té době formálně příslušný k 1. hulánskému pluku. Později byl osobním komořím arcivévody Františka Salvatora.. Nakonec se v roce 1913 stal nejvyšším hofmistrem jeho manželky arcivévodkyně Marie Valerie, nejmladší dcery Františka Josefa. V těchto funkcích byl mimo aktivní službu v armádě povýšen do hodnosti majora, podplukovníka a nakonec plukovníka. Po rozpadu monarchie žil v soukromí ve Vídni a v Ischlu. 
Během své služby u dvora obdržel několik ocenění, byl komturem Řádu Františka Josefa, nositelem Řádu železné koruny III. třídy, držitelem Vyznamenání za zásluhy o Červený kříž s válečnou dekorací a Jubilejní pamětní medaile. Několik vyznamenání získal také v zahraničí (německý Řád červené orlice, Řád württemberské koruny, Záslužný řád bavorské koruny).

## Rodina
V roce 1891 se ve Vídni oženil s hraběnkou Karolínou Pejacsevichovou (1861–1927), dcerou Ladislava Pejacseviche, která se později stala c. k. palácovou dámou a dámou Řádu hvězdového kříže. Z manželství se narodily tři dcery. Nejstarší Marie Rudolfina (1892–1948) se provdala za hraběte Georga Marzaniho a žila s ním v Itálii. Nejmladší Ladislaja (1895–1966) byla manželkou hraběte Josefa hraběte Walterskirchena.
Rudolfův starší bratr August (1858–1929) zastával u dvora řadu let funkci nejvyššího kuchmistra. Mladší bratr František (1866–1915) byl státním úředníkem, poslancem Říšské rady a za první světové války zemřel v ruském zajetí.
Rudolfovým švagrem byl hrabě Manfred Clary-Aldringen (1852–1928), dlouholetý místodržitel ve Štýrsku a krátce rakouský předseda vlády. Dalším švagrem byl hrabě Julius von Seilern-Aspang (1858–1932), majitel zámku Přílepy, kde se narodila Rudolfova nejstarší dcera Marie Rudolfina. 